# Пароски мрамор
 Тази статия е за материала.  За археологическия паметник вижте Пароска хроника.  
Пароският мрамор (лат. Marmor Parium) е фин, полупрозрачен мрамор, добиван в древността на гръцкия остров Парос. Високо ценен е бил от древните гърци за изработка на скулптури. Някои от най-добрите произведения на древногръцките майстори са изработени от пароски мрамор, в т.ч. Нике от Самотраки и Венера Милоска.
Пароски мрамор се нарича понякога (погрешно) и Пароската хроника.